# نيكولاس ليناريس
نيكولاس ليناريس (بالإسبانية: Nicolás Linares)‏ هو لاعب كرة قدم أرجنتيني في مركز الوسط، ولد في 6 مارس 1996 في مدينة مونتي غراندي في الأرجنتين. لعب مع بانفيلد.

## وصلات خارجية
- نيكولاس ليناريس على موقع قاعدة بيانات كرة القدم.إي يو (الإنجليزية)
- نيكولاس ليناريس على موقع Soccerway.com (الإنجليزية)